# Dark Princess
Dark Princess ist eine 2004 gegründete Alternative-Metal-Band aus Russland.

## Bandgeschichte
Die Band wurde 2004 in Moskau von der Sängerin Olga Romanowa gegründet. Das Debütalbum Without You erschien 2005. Ebenfalls im Jahr 2005 erschien ihre Demo Stop My Heart, welche auch Songs aus Without You enthalten. Komponiert werden die Songs von Michail Karasjow und Michail Gus. Im Jahr 2007 brachten sie ihr drittes Album The Brutal Game heraus. Seit 2008 werden die Alben auch in Mittel- und Westeuropa verkauft. Im Heavy-Metal-Magazin EMP erschien 2008 eine Doppel-CD, welche beide Alben, also Without You und Stop My Heart erhalten. Im selben Jahr nahm die Band am Vorentscheid des Eurovision Song Contests teil, wo man sich nicht durchsetzen konnte und  gegen andere Gruppen und Sänger, darunter den späteren Sieger Dima Bilan ausschied. Am 27. April 2012 erschien das Album „The World I’ve Lost“ mit der neuen Sängerin Natalia (Natascha) Terekhova.

## Diskografie
- 2005: Without You
- 2006: Stop My Heart
- 2007: The Brutal Game
- 2012: The World I’ve Lost
- 2023: Phoenix